# ABBA Undeleted
«ABBA Undeleted» es un popurrí de canciones de ABBA que dura 0:23:20 y fue publicado a nivel mundial en 2 álbumes: Thank you for the Music y The Complete Studio Recordings.
Lo que tienen en común los fragmentos de 16 canciones que lo integran es que nunca fueron lanzadas en un álbum, otras son versiones anteriores de canciones que sí fueron publicadas, y una es una versión en otro idioma. Los fragmentos entre sí están unidos por diálogos entre los integrantes del grupo y los asistentes.

## Las canciones
- 1. Scaramouche. Es una canción instrumental grabada en 1977. La melodía fue propuesta para incluir letra bajo el nombre de Antonio Från Borneo (Antonio De Borneo); de igual modo en la melodía hay una parte que fue usada en One Of Us tiempo después.

- 2. Summer Night City. (Noche de verano en la ciudad). Es un fragmento de la canción cuando apenas se estaba componiendo y es mezclada con los coros de la canción Money, Money, Money. Fue grabada en 1978, cuando aún se llamada Kalle Skandare.

Actualmente con una versión completa en las ediciones especiales del álbum Voulez-Vous.
- 3. Take A Chance On Me. (Dame una Oportunidad). Es una versión instrumental de la canción cuando todavía no se terminaba en 1977. Esta versión se llamada anteriormente Billy Boy.

Actualmente con una versión completa en el álbum The Album
- 4. Baby. (Bebé). Es una versión anterior de "Rock me", grabada en 1974 era interpretada originalmente por Agnetha, al contrario de Rock me que es cantada por Björn.

- 5. Just a Notion. (Solo una noción). Es una canción grabada en 1978 cantada por Agnetha y Frida. La versión completa de la canción fue grabada por ABBA pero no satisfizo los deseos del grupo en ese momento por lo que se guardó en la bóveda de Polar Music hasta que a una Banda-tributo de ABBA llamada "Arrival" se le dio el permiso de grabarla íntegramente debido a que esa grabación fue producida por el bajista original del grupo ABBA Rutger Gunnarsson. La versión final de la canción apareció en el noveno álbum de estudio de la banda titulado Voyage lanzado en 2021.

- 6. Rikky Rock'n Roller (Rikky rocanrolero) Es una canción originalmente grabada para el álbum Waterloo en 1974. Poco después de que ABBA la desechara el cantante sueco Jerry Williams la grabó y la sacó como sencillo.

- 7. Burning My Bridges (Quemando mis puentes) Es una canción que fue tomada a su vez de la canción "Mountain Top", cantada por Björn, fue grabada en 1980, pero no fue lanzada.

- 8. Fernando Es la versión sueca de la canción del mismo nombre. Es interpretada por Frida, esta versión es más parecida a un Tango de ahí proviene el nombre de este demo cantado un poco más grave de lo que más tarde sería la versión que saldría en el álbum de solista de Frida producido por Benny y que después ABBA grabaría en inglés para su posible incursión en el álbum Arrival.

Actualmente con una versión completa en el álbum Frida ensam
- 9. Here Comes Rubie Jamie. (Aquí viene Rubie Jamie). Fue grabada en 1974 y es la única canción de ABBA en la que los 4 miembros tiene cada uno un solo. También es conocida como "Terra del Fuego". No fue lanzada porque a Björn y a Benny no les gustaba el coro.

- 10 y 11. Hamlet III Esta es una canción que fue grabada a lo largo de 1978, transformándose mucho, primero se llamaba "Mountain Top" y era interpretada por Benny; pero al final le pusieron como título Dr. Claus Von Hamlet 1, 2 y 3 y es interpretada por Frida y Agnetha. Fue hasta 1987 que Benny la uso para su álbum "Klinga Mina Klockor" pero fue bajo el nombre de "Lottis Schottis"

- 12. Free As A Bumble Bee. (Libre como un abejorro). Fue grabada en 1978 y es cantada por Björn y Benny. Parte del coro de la canción aparece en la canción "I Know Him So Well" del musical "Chess" además de que previamente el coro aparecía en la canción tutulada "I Am An A" que era una canción de estilo autobiografico que interpretaba el grupo durante su gira australiana de 1977.

- 13. Rubber Ball Man. (El hombre de la bola de caucho). Es una canción grabada en 1979 que contiene parte de la letra de la canción "Under my Sun". Es cantada por Agnetha y Frida. Un verso de la melodía se escucha en la canción "Under Attack" ("and every day the hold is getting tighter...") De hecho, en ambas canciones el verso anterior al estribillo es igual en ambas canciones.

- 14. Crying Over You. (Llorando sobre ti). Es una canción grabada en 1978 y es interpretada por Björn.

- 15. Just Like That. (Justo Así). Es una canción grabada en 1982, una de las últimas que haría ABBA. La canción tiene distintas versiones, ninguna de ellas grabada por los integrantes del grupo, solo una por el grupo "Gemini". Just Like That es una canción de gran valor para los fanes de ABBA, ya que es muy difícil de hallar.

- 16. Givin A Little Bit More (Dando un poquito más). Es una canción grabada en 1981, cantada por Björn.